# Ismail Ymeri
Ismail Ymeri (ur. 1956 w Baksie, zm. 13 lipca 2016 w Sztokholmie) – kosowski i jugosłowiański reżyser i aktor teatralny.

## Życiorys
W 1982 roku ukończył studia na Akademii Sztuki Dramatycznej w Zagrzebiu, pracował następnie w Prisztinie jako reżyser oraz współzałożył Teatr Dodona.
W latach 90. wyemigrował do Szwecji, a w 1999 roku po zakończonej wojnie w Kosowie tymczasowo wrócił do Kosowa, gdzie reżyserował filmy fabularne o tematyce wojennej.
Zmarł dnia 13 lipca 2016 roku w Sztokholmie, kilka dni później odbył się jego pogrzeb w tym mieście.

## Filmografia[1][2]
- Buzmi
- Kur shpirti ndërron jetë
- Duart e pastërta (1981)
- Lepuri me Pesë Këmbë (1982)
- Migjeni (1989)